# Чухнин, Григорий Павлович
Григо́рий Па́влович Чухни́н (23 января 1848, Николаев — 28 июня 1906, Севастополь) — русский военно-морской деятель, вице-адмирал (6 апреля 1903 года), командующий Черноморским флотом (1904—1906).

## Биография
Из дворян Херсонской губернии. Его отец служил офицером в морской артиллерии.
С 1855 года обучался в Александровском корпусе для малолетних дворянских детей в Царском Селе. В августе 1858 года переведён в Морской кадетский корпус, 4 апреля 1865 года произведён в гардемарины с зачислением в 1-й флотский экипаж.

### Морская карьера
После двухлетнего плавания на фрегате «Светлана» года произведён 18 декабря 1867 года в мичманы со старшинством в чине с 4 августа и назначен на башенную лодку «Латник». 1 января 1871 года произведён в лейтенанты. С 1869 по 1876 годы служил на фрегате «Князь Пожарский» и на корвете «Варяг». Хорошо рисовал, знал английский язык, очень любил садоводство. 8 октября 1877 года назначен помощником командира флотской стрелковой роты при учебном пехотном батальоне.
Старший офицер крейсера «Азия» (1878—1879), корвета «Аскольд» (1879—1882), клипера «Гайдамак» (с 10 апреля 1882 года), фрегата «Генерал-адмирал» (1882—1886). Командир канонерской лодки «Манджур» (1886—1890), броненосца береговой обороны «Не тронь меня» (1892), крейсера I ранга «Память Азова» (1892—1896). Побывал в Америке, в Копенгагене, ходил по Средиземному морю.
Младший флагман эскадры Тихого океана (1896, 1901—1902), командир Владивостокского порта (20 октября 1896 — 1 апреля 1901 года). С 1 апреля 1901 года младший флагман эскадры Тихого океана.
17 мая 1902 года назначен младшим флагманом Балтийского флота. С 1 июля 1902 года по 1904 год был начальником Николаевской морской академии и директором Морского кадетского корпуса.
2 апреля 1904 года назначен Главным командиром Черноморского флота и портов Чёрного моря.

### Русская революция 1905—1907 годов на флоте
Известно, что 15 ноября 1905 года Александр Иванович Куприн стал свидетелем жестокого подавления Севастопольского восстания на крейсере «Очаков» и даже спас от суда десятерых матросов. Подробности увиденного он описал в очерке «События в Севастополе». Когда очерк, опубликованный 1 декабря в петербургской газете «Наша жизнь», был прочитан в Севастополе, Чухнин приказал писателю в течение трех суток покинуть севастопольское губернаторство. Куприн в этом очерке отозвался о Чухнине как об адмирале, «который некогда входил в иностранные порты с повешенными матросами, болтавшимися на ноке», но в связи с чем была дана такая характеристика, найти пока не удалось.
27 января 1906 года член боевой организации партии эсеров, Екатерина Адольфовна Измайлович явилась во дворец Чухнина на приём под видом просительницы и выстрелила в него несколько раз из револьвера. Адмирал был ранен в плечо и в живот, но остался жив. Стрелявшая женщина была убита охраной.
19 февраля 1906 года из Петербурга пришло Высочайшее распоряжение поступить с восставшими по закону. 3 марта 1906 года Чухнин утвердил смертный приговор П. П. Шмидту, кондуктору С. П. Частнику, матросам А. И. Гладкову и Н. Г. Антоненко.

### Убийство
Неудавшееся покушение на жизнь адмирала заставило окружить его особой охраной. Тем не менее 28 июня 1906 года он был убит (застрелен) на собственной даче «Голландия» неизвестным боевиком, убийство было организовано руководителем подпольной боевой организации партии эсеров Савинковым Б. В..
Я. С. Акимов, бывший матрос Черноморского флота, взял на себя ответственность за это преступление в напечатанных в журнале «Каторга и Ссылка», № 5 (18) за 1925 год воспоминаниях «Как я убил усмирителя Черноморского флота адмирала Чухнина». Акимова называли убийцей и газеты того времени — например, «Русское слово» за 13 июля (30 июня) 1906 года: «Тело адмирала Чухнина перевезено во дворец. В совершении преступления подозревается матрос Акимов, помощник садовника дачи „Голландия“, скрывшийся в момент происшествия».
В книге Михаила Лезинского «Севастополь литературный» утверждается, что «матрос Акимов» — это известный впоследствии советский писатель на морские темы Николай Никандров (Шевцов) (1878—1964).
Похоронен в соборе Святого Владимира в Севастополе.

## Семья
- Сын: Чухнин, Григорий Григорьевич (1878—1920) — капитан 2-го ранга (6.12.1915). Командир миноносцев «Строгий» (1915—1916) и «Живучий» (1916). Дирекции лоций и маяков Каспийской флотилии (1919—1920).